# 入江著親
入江 著親（いりえ あきちか）は、戦国時代の武将。長門国の国人で、大内氏、毛利氏家臣。

## 生涯
入江氏は長門国大津郡の国人で、元々は駿河国有度郡入江に住したことから入江氏を称した。著親は入江景兼の子孫と伝えられるが、父の名など詳しい出自は不明。
初めは大内氏に仕えたが、弘治元年（1555年）から弘治3年（1557年）にかけての防長経略では毛利元就に味方し、大内義長を追撃して長門国豊浦郡長府勝山の勝山城に在番した。この功により、弘治3年（1557年）7月16日に毛利隆元から長門国大津郡俵山郷の内の諸所で65石の地を加増される。
永禄7年（1564年）12月11日、嫡男の就昌に長門国大津郡深川庄の内の俵山小野村25石・黒川25石・木津内1町、大津郡日置庄の伴田先給20石、安芸国佐東郡北庄の内の17貫500文等の地を譲り、次男の就貫には長門国大津郡深川庄の内の俵山村と木津の15石を譲り渡した。
永禄8年（1565年）4月14日に死去。